# U 53 (U-Boot, 1939)
U 53 war ein deutsches U-Boot vom Typ VII B, das im Zweiten Weltkrieg von der deutschen Kriegsmarine eingesetzt wurde.

## Geschichte
Der Auftrag für das Boot wurde am 15. Mai 1937 an die Germaniawerft in Kiel vergeben. Die Kiellegung erfolgte am 13. März 1937, der Stapellauf am 6. Mai 1939, die Indienststellung unter Oberleutnant zur See Dietrich Knorr fand schließlich am 24. Juni 1939 statt.
Das Boot gehörte nach seiner Indienststellung am 24. Juni 1939 bis zum 31. Dezember 1939 als Ausbildungs- und Frontboot zur U-Flottille „Wegener“ in Kiel. Nach der Neugliederung der Flottillen gehörte U 53 vom 1. Januar 1940 bis zu seiner Versenkung am 23. Februar 1940 als Frontboot zur 7. U-Flottille in Kiel. Wie die meisten deutschen U-Boote seiner Zeit trug auch U 53 bootsspezifische Zeichen am Turm: ein von einem Torpedo durchbohrtes Herz mit der Aufschrift WC und die Darstellung eines Mannes mit Mantel, Zylinder und Regenschirm.

## Einsatzstatistik
U 53 lief während seiner Dienstzeit zu drei Unternehmungen aus, auf denen sieben Schiffe mit einer Gesamttonnage von 27.316 BRT versenkt und eins mit einer Tonnage von 8.022 BRT beschädigt wurde.

### Erste Unternehmung
Das Boot lief am 29. August 1939 um 12.00 Uhr von Kiel aus und lief am 30. September 1939 um 6.45 Uhr wieder dort ein. Auf dieser 32 Tage dauernden Unternehmung in den Nordatlantik, südwestlich von Irland, wurden zwei Schiffe mit 14.018 BRT versenkt.
- 15. September 1939: Versenkung des britischen Tankers Cheyenne (Lage) mit 8.825 BRT. Der Tanker wurde durch zwei Torpedos versenkt. Er hatte 12.600 t Benzin geladen und war auf dem Weg von Aruba nach Swansea. Es gab sechs Tote und 37 Überlebende.
- 17. September 1939: Versenkung des britischen Dampfers Kafiristan (Lage) mit 5.193 BRT. Der Dampfer wurde durch zwei Torpedos versenkt. Er hatte 8.870 t Zucker geladen und befand sich auf dem Weg von Jucaro (Kuba) nach Liverpool. Es gab sechs Tote und 29 Überlebende.

### Zweite Unternehmung
Das Boot lief am 21. Oktober 1939 um 19.30 Uhr von Kiel aus und lief am 30. November 1939 um 19.55 Uhr wieder dort ein. Auf dieser 39 Tage dauernden Unternehmung in den Nordatlantik sowie westlich von Gibraltar, wurden keine Schiffe versenkt oder beschädigt.
Das Boot verlegte am 27. Januar 1940 von Kiel nach Wilhelmshaven.

### Dritte Unternehmung
Das Boot lief am 2. Februar 1940 von Wilhelmshaven aus und wurde am 23. Februar 1940 westlich der Orkneys versenkt. Auf dieser 21 Tage dauernden Unternehmung in den Nordatlantik, wurden fünf Schiffe mit 13.298 BRT versenkt und ein Schiff mit 8.022 BRT beschädigt.
- 11. Februar 1940: Versenkung des norwegischen Motorschiffes Snestad (Lage) mit 4.114 BRT. Das Schiff wurde durch einen Torpedo versenkt. Er fuhr in Ballast und war auf dem Weg von Bergen nach Philadelphia. Es gab zwei Tote.
- 11. Februar 1940: Beschädigung des britischen Tankers Imperial Transport mit 8.022 BRT. Der Tanker wurde durch einen Torpedo beschädigt. Er fuhr in Ballast und war auf dem Weg von Scapa Flow nach Trinidad. Es gab zwei Tote.
- 12. Februar 1940: Versenkung des schwedischen Dampfers Dalarö (Lage) mit 3.927 BRT. Der Dampfer wurde durch einen Torpedo versenkt. Er hatte 5.400 t Linsen geladen und befand sich auf dem Weg von Rosario nach Göteborg. Es gab einen Toten.
- 13. Februar 1940: Versenkung des schwedischen Dampfers Norna (Lage) mit 1.022 BRT. Der Dampfer wurde durch einen Torpedo versenkt. Er hatte Salz geladen und war auf dem Weg von Savona über Gibraltar nach Stockholm. Es war ein Totalverlust mit 18 Toten.
- 14. Februar 1940: Versenkung des dänischen Dampfers Martin Goldschmidt (Lage) mit 2.095 BRT. Der Dampfer wurde durch einen Torpedo versenkt. Er hatte Phosphat geladen und befand sich auf dem Weg nach Fredericia. Es gab 15 Tote und fünf Überlebende.
- 18. Februar 1940: Versenkung des spanischen Dampfers Banderas mit 2.140 BRT. Der Dampfer wurde durch einen Torpedo versenkt. Er hatte 3.400 t Phosphat geladen und war auf dem Weg von Bona nach Pasajes. Es gab 22 Tote und sieben Überlebende.

## Verbleib
Am 23. Februar 1940 wurde U 53 westlich der Orkneyinseln durch Wasserbomben des britischen Zerstörers Gurkha auf der Position 60° 32′ N, 6° 14′ W im Marine-Planquadrat AM 3243 versenkt. Alle 42 Besatzungsmitglieder fanden dabei den Tod.
U 53 verlor während seiner Dienstzeit vor der Versenkung keine Besatzungsmitglieder.